# Joseph Banks
Sir Joseph Banks (puno ime. Sir Joseph Banks, 1st Baronet, 13. veljače 1743. – 19. lipnja 1820.) je britanski prirodoslovac, botaničar i pokrovitelj prirodnih znanosti. Sudjelovao je u prvom velikom putovanju Jamesa Cooka (1768. – 1771.) i zaslužan je za upoznavanje europljana s biljkama eukaliptus, akacija, mimoza i posebnog roda biljaka koji je nazvan po njemu Banksia. Banks je jedan od glavnih osnivača britanske organizacije "African Association", čiji je rad posvećen istraživanju Afrike.

## Životopis
Britanski je istraživač, prirodoslovac i dugogodišnji predsjednik Kraljevskog društva, poznat po promicanju znanosti.
Banks se školovao u školi Harrow i koledžu Eton prije nego što je pohađao koledž Christ Church u Oxfordu od 1760. do 1763.; naslijedio je značajno bogatstvo od svog oca 1761. Banks je tada mnogo putovao, skupljajući biljne i prirodoslovne uzorke na putovanjima do Newfoundlanda i Labradora (1766.), oko svijeta s kapetanom Jamesom Cookom (1768.–71.) i na Island (1772.).
Banks je prvi pokazao da su tobolčarski sisavci primitivniji od placentnih sisavaca. U svojstvu počasnog ravnatelja Kraljevskih botaničkih vrtova u Kewu (blizu Londona), poslao je mnoge botaničke sakupljače u razne zemlje. Njegova je kuća postala mjesto susreta za razmjenu ideja. Nakon što je postao predsjednik Kraljevskog društva (1778–1820), poboljšao je položaj znanosti u Britaniji i njegovao međusobnu razmjenu sa znanstvenicima drugih naroda; Međutim, mnogi su ga kolege znanstvenici optuživali da ima pretjerane ovlasti kao predsjednik, pa čak i da je "despotski". Godine 1781. postao je barunet. Red viteza zapovjednika Batha dodijeljen mu je 1795. godine, a dvije godine kasnije primljen je u “Privy Council”.
Banksov herbarij, koji se smatra jednim od najvažnijih postojećih, i njegova knjižnica, velika zbirka radova o prirodoslovlju, sada se nalaze u Britanskom muzeju. Banksov Florilegium, zbirka gravura biljaka koju je sastavio Banks i koja se temelji na crtežima švedskog botaničara Daniela Solandera tijekom Cookova putovanja 1768.–1771., u cijelosti je objavljena tek 1989.
Po Josephu Banksu su nazvani i zemljopisni pojmovi:
- poluotok Banks, na Južnom otoku Novog Zelanda
- Banksovi otoci, Vanuatu
- otok Banks, Sjeverozapadni teritoriji, Kanada

U biologiji se rabi kratki oblik Banks kad se citira botaničko ime.